# Digitální marketing
Digitální marketing je poměrně mladé marketingové odvětví, jehož potenciál je podmíněn charakteristickými atributy
nových médií. Je v současnosti již standardním elementem komplexní marketingové komunikace. Zahrnuje v sobě prakticky veškerou marketingovou komunikaci operující na základě digitálních technologií, respektive nových médií, jako jsou nástroje z oblasti internetu, mobilních komunikací a digitálních komunikačních prostředků.
Pojem digitální marketing popisuje takové marketingové aktivity, které využívají nespojitou číselnou formu, zjednodušeně řečeno, jedničky a nuly. Taková je totiž definice slova "digitální". Samotné slovo "digitální" pochází z latinského "digitus", neboli "prst", protože prstů se používalo k počítání.
Digitální marketing se postupně ze svého prvotního prostředí - internetu - přesouvá do stále aktuálnějších prostředí. Jedná se o dnes již v podstatě konvenční marketing mobilní (mobilní telefony, smartphony, tablety).

## Historie
U zrodu digitálního marketingu byl nástup nových médií, především internetu, který se stal průkopníkem v tomto poli reklamního odvětví. V okamžiku nárůstu reklamní propagace v online prostředí, respektive postupného přechodu od tradičních médií (analogových, tištěných), na nová média (digitální), vznikl zcela nový obor nazývaný jako digitální marketing, který byl však v počátku omezován pouze na internetové prostředí.
Naprosto nezbytnými se pro tento obor stávají takové atributy, jako je flexibilita či schopnost okamžité reakce na aktuální situaci ve smyslu dosažení maximální možné efektivity reklamního sdělení. V současné době se stále více prosazuje co největší přiblížení k zákazníkovi pomocí digital signage přímo v místě prodeje. Dnešní forma marketingu směřuje k zacílení reklamního sdělení na co nejužší a specifický okruh zákazníků. O tom, že se digital signage, jakožto odnož digitálního marketingu velmi rychle rozvíjí, svědčí i fakt, že jen za únor 2014 byly využity reklamní prostory v celkové hodnotě 409 milionů korun. Největším zadavatelem byla pak Fio banka, která za reklamní prostory zaplatila 14,2 milionů korun.

## Zvýšení výkonu propagace[2]

### Interaktivita s příjemci
Základem komunikace je výměna názorů a postojů. Pokud je komunikace pouze jednostranné prohlášení prodejce, teda pasivní reklama, jedná se o jednostranný akt šíření informací, nikoli však o komunikaci v principu.

### Větší pozornost
Pohyb, změna barvy nebo intenzity světla, zvuková změna a další rychlé obměny ovlivňuji pozornost každého člověka. Je to prosté, nejvíce používáme zrak k přijímání informací ze svého okolí. Všichni až příliš dobře víme, že nečekaný pohyb nás dokáže zaujmout a změna světla také.

### Zapojení více smyslů
Ač je zrak tím nejvíce vytíženějších sběratelem informací a sluch zaujímá druhé místo, čich, hmat i chuť se dá využít k propagaci.

## Internetový, online, nebo digitální marketing?
Internetový marketing bývá také označován jako e-marketing, web-marketing, nebo online marketing. Často jsou tyto slova brána jako synonyma, i když tyto pojmy nemají úplně shodný význam. Proto je vhodné pro všechny marketingové aktivity odehrávající se na internetu používat pojem internetový marketing. Online marketing pak jako pojem, který rozšiřuje tyto aktivity o marketing přes mobilní telefony. Rozdíl mezi těmito pojmy se však neustále stírá. V mobilních telefonech je běžně standardní internetový prohlížeč a lidé jej používají jako klasický stolní počítač nebo notebook.

## Internetový marketing
Internetový marketing se v podstatě ve všem shoduje s klasickým marketingem, jedná se o celou řadu aktivit spojených s ovlivňováním, přesvědčováním a udržením vztahu se zákazníky. Marketing, který se odehrává na internetu, se soustředí především na komunikaci.
„Internetový marketing je marketing, který se odehrává ve specifickém prostředí internetu a vychází ze všech praktik klasického marketingu. Nástroje, které využívá, jsou v užším pojetí pouze internetová reklama a vlastní webové stránky. V širším pojetí pak i další nástroje marketingových komunikací, které se na internetu také uplatňují: online public relations, online direct marketing a podpora prodeje na internetu.“
Marketing se díky internetu změnil, především nové technologické možnosti způsobily, že firmy začaly hledat jiné způsoby, jak oslovit zákazníky. Tam, kde se používají vyspělé technologie, se stává internetový marketing v dnešní době významnější než klasický marketing. Zatím ne do míry objemu vybraných prostředků, ale co do účinnosti. Předpokládá se, že to jak se marketing popisuje v literatuře a jak je obecně známý se v budoucnu změní. Internetový marketing můžeme chápat jako proces, který je zapotřebí monitorovat, analyzovat a zlepšovat a skládá se z pěti částí, kde za nejdůležitější faktor můžeme považovat poznání zákazníka. Dokud nebudeme vědět, co zákazníci požadují, nemůžeme dělat jakékoli další kroky.
Internetový marketing se dělí do několika oblastí - sociální sítě, e-mail marketing, výkonnostní marketing neboli PPC reklamy, optimalizace webových stránek pro internetové vyhledávače a webové stránky.
Každá oblast internetového marketingu má svoje nástroje, které jsou pro online marketéry klíčové, vzhledem k jejich výhodám jako automatizace úkolů, ušetření času a zlepšení konkurenční pozice. Internetové nástroje jsou středobodem všech aktivit ke splnění podnikatelským cílů. Můžete budovat vztahy se zákazníky, zvítězit nad konkurencí nebo objevovat nové marketingové příležitosti.

### Výhody internetového marketingu
Cílení a individualizace – díky využití internetu je možné přesně cílit na skupiny zákazníků (případně i jednotlivé zákazníky), kteří mají o daný produkt nebo službu zájem. Zákazníci zároveň vystupují z individuality (obousměrná komunikace), což umožňuje plně pochopit jejich individuální potřeby a preference.
Monitorování a měření – jednou z hlavních předností online marketingu je měřitelnost mnoha ukazatelů, které navíc probíhá v reálném čase. Díky analytickým nástrojům je možné měřit nejen počty návštěvníků na stránkách, reálné kliky na reklamu a nákupy, ale i chování návštěvníků v rámci stránek nebo dosah komunikace na sociálních sítích.
Remarketing / retargeting – jednou z největších výhod online marketingu je možnost znovu oslovit naše potencionální zákazníky. Díky rozvoji sociálních sítí můžeme remarketing a realizovat jak přímo z webových stránek (až 180 dní zpětně), tak i na základě chování uživatelů na sociálních sítích:
- Reakce na naše příspěvky
- Reakce na naše videa / zhlédnutí 3 či více vteřin našich videí / našeho videa
- Naše newsletter databáze / databáze našich telefonů
- Prohlížení stránky na naší sociální síti
- Vytváření podobných cílových skupin, které jsou stejné jako naše remarketingové / retargetingové cílové skupiny

Zpětná vazba zákazníků – internet slouží jaké médium pro obousměrnou komunikaci mezi firmou a zákazníkem. Oproti době masmédií, kdy byl tok informací jednosměrný směrem k zákazníkovi a zpětná vazba byla prakticky potlačena, tak má dnes zákazník k dispozici prostředky k dohledání hodnocení produktu a v případě nespokojenosti, i možnost tyto informace předávat dalším potenciálním kupujícím. Dochází tak k vyššímu důrazu na kvalitu služeb a výrobků.
Komplexnost – internet nabízí širokou škálu použitelných metod a nástrojů, které lze využít k oslovení potenciálních zákazníků.
Efektivita – online marketing nabízí v porovnání s ostatními druhy reklamy levnou možnost propagace. Velkou výhodou pro zadavatele je i možnost použít platebních modelů založených na platbě za akci – tj. dochází k platbě až po uskutečnění nákupu, kliknutí, případně zhlédnutí nebo přečtení.
Dostupnost – internet funguje 24 hodin denně, 365 dní v roce a i v době, kdy je v některých oblastech pokles aktivity (např. během noci), stále je možnost na oslovení potenciálních zákazníků na druhé straně světa.
Globální dopad – až na několik výjimek (způsobených zejména cenzurou - například cenzura internetu v Číně) je možné přes internet oslovit kohokoliv s přístupem k internetu, kdekoliv na světě.

### Nevýhody internetového marketingu
Důvěryhodnost – internet je stále některými uživateli považován za druhořadé médium, kde nelze určit autora obsahu a je tak potenciálně nedůvěryhodný. Počet podvodů na internetu dle Policie ČR za prvních 10 měsíců roku 2011 překročil 600, nejčastěji se jedná o fiktivní prodej výrobků nebo služeb. Zároveň dochází k prudkému nárůstu kriminality v kontextu sociálních sítí.
Všichni nejsou online – v České republice využíval dle statistik ČSÚ (2011) internet 6,5 milionů populace. Zejména u seniorů je využívání internetu méně časté – což je způsobeno zejména nedůvěrou v toto médium a také nižší počítačovou gramotností.
Menší využitelnost pro lokální podniky – globální dopad, který je jednou z výhod online marketingu může naopak být považován za nevýhodu pro použití v marketingu malých lokálních podniků.
Použití internetového (digitálního) marketingu může být efektivní pouze ve spojení s internetovým (digitálním) řešením ostatních částí či oblastí (průmyslové) logistiky.